# Massinissa
Pour les articles homonymes, voir Massinissa (homonymie).

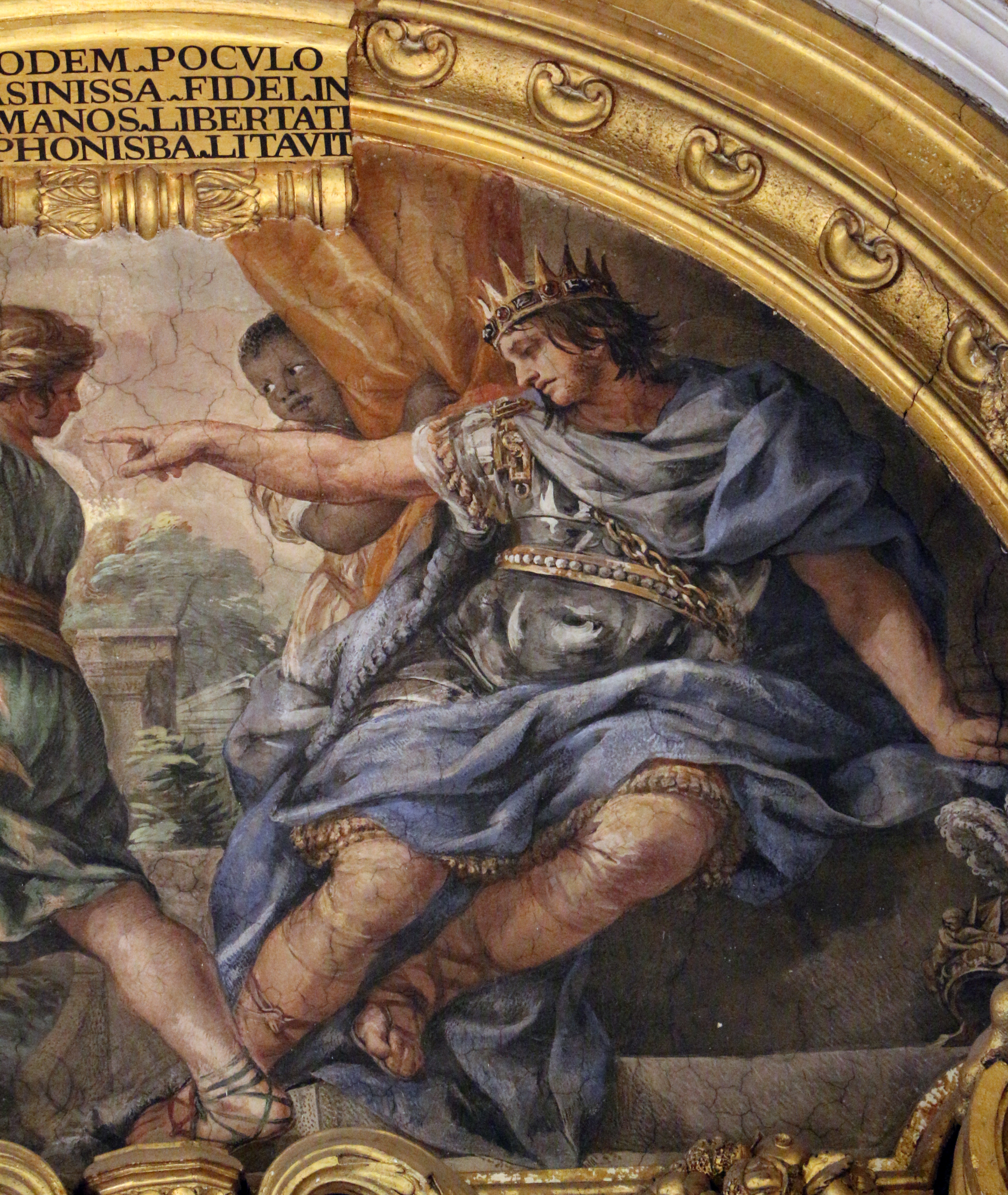
Peinture du roi Massinissa par Pierre de Cortone, Galerie Palatine, Musée à Florence en Italie.

Massinissa (en berbère : ⵎⴰⵙⵏⵙⵏ ou Masensen (MSNSN en écriture libyque : ⵎⴵⵏⴵⵏ), né vers 238 av. J.-C. dans le royaume des Massyles (en actuelle Algérie) et mort en 148 av. J.-C. dans le royaume de Numidie à Cirta (Actuelle Constantine, en Algérie) est un roi numide d'origine berbère. Fils du roi Massyles Gaïa, petit-fils de Zelalsan et d'une mère prophétesse, il unifie en 202 av. J.-C. les deux tribus des Massæsyles et des Massyles après sa victoire aux côtés des Romains contre les Carthaginois durant la bataille de Zama, fondant ainsi le royaume de Numidie dont il devient le premier roi.
Son nom a été retrouvé dans son tombeau à El Khroub, près de Constantine (anciennement Cirta) en Algérie, sous la forme consonantique de MSNSN (en écriture libyque : ⵎⴵⵏⴵⵏ). Dans la langue berbère, MSNSN correspondrait à MAS N SEN, signifiant « leur seigneur » ou « leur maître », où MAS signifie « seigneur/maître » et NSEN signifie « leur ». Cependant, selon l'historien S. Chaker, Massinissa n'aurai pas été un nom, mais un simple titre honorifique, comparable au Dominus noster des inscriptions latines du Bas-Empire romain. 

## Biographie

### Période de la deuxième guerre punique

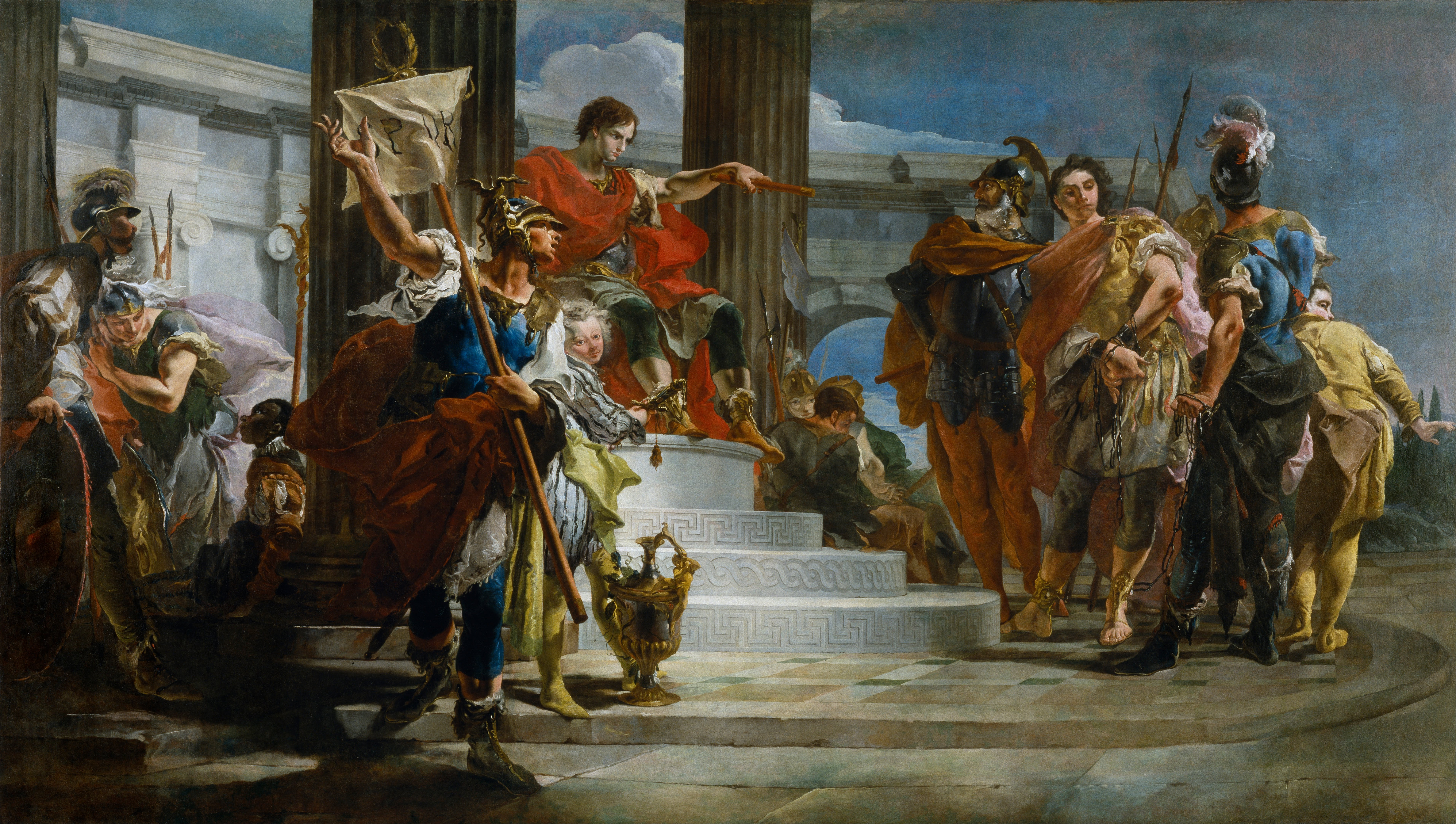
Scipion l'Africain libérant Massiva (frère de Massinissa)
Giambattista Tiepolo
Walters Art Museum, Baltimore.

La Numidie des Massyles et des Massæsyles avant l'unification par le roi Massinissa.

Durant la deuxième guerre punique, Rome cherche à se faire des alliés en Afrique du Nord tandis que Syphax, roi des Massæsyles en Numidie occidentale, revendique les territoires de la Numidie orientale, dirigée par Gaïa, roi des Massyles.
Syphax accepte trois centuries romaines et se tourne contre Carthage qui prend le parti de Gaïa, en échange de cinq mille cavaliers numides. Ceux-ci sont placés sous le commandement du jeune Massinissa, âgé de  vingt-cinq ans, à partir de 212 ou 211 av. J.-C. ; avec son ami Laminius, Massinissa rejoint les troupes carthaginoises en Espagne jusqu'à l'automne 206 av. J.-C. Il remporte une victoire décisive contre Syphax et mène avec succès une campagne de guérilla contre les Romains en Ibérie.
Les Carthaginois, battus à Ilipa, finissent par perdre leurs possessions en mer Méditerranée. Scipion l'Africain, commandant l'armée romaine en Espagne, songeant à porter la guerre en Afrique et à s'assurer le soutien des royaumes numides, gagne à partir de 206 av. J.-C. l'amitié de Massinissa, avec lequel il passe un accord secret à l'automne de cette même année ; puis il débarque en Afrique pour tenter de convaincre Syphax de rester au sein de l'alliance romaine. Mais celui-ci, ayant eu connaissance de l'accord avec Massinissa, préfère se rapprocher de Carthage.

### Accession au trône
À la mort de Gaïa en 206 av. J.-C., son frère Oezalcès (Oulzacen) lui succède. Marié à une Carthaginoise, nièce d'Hannibal, il bénéficie de l'appui des Carthaginois contre ses voisins et ses vassaux turbulents. Mais Oezalcès meurt et Capussa monte sur le trône.
Capussa est immédiatement contesté par Meztul, son cousin, issu de la faction rivale de la branche régnante. Meztul obtient des armes et des renforts de Syphax et s'attaque aux forces de Capussa. Le combat entre les deux clans donne la victoire à Meztul. Capussa étant mort en pleine bataille, Meztul s'empare du pouvoir pour placer sur le trône Lacumazès, alors que, selon la tradition, le trône revenait à Massinissa.
Carthage, approuvant cette usurpation, scelle son alliance avec Meztul et lui donne pour épouse la veuve d'Oezalcès.
Massinissa apprend ces événements alors qu'il est en Espagne ; il décide en -206 de quitter Gadès pour la Maurétanie, et, craignant les représailles de Syphax, allié de son cousin, demande l'aide de Baga, roi des Maures. Celui-ci lui offre une escorte de 4 000 hommes, qui l'accompagne jusqu'aux limites de ses terres. Après avoir rassemblé 500 cavaliers parmi les siens et les fidèles partisans de la famille, Massinissa s'attaque à ses adversaires.
Lacumazès, quittant Thapsus (actuelle Tunisie), siège de son gouvernement, pour se rendre à Cirta afin de présenter ses hommages à Syphax, est surpris par Massinissa dans un défilé non loin de la ville. Vaincu dans cette embuscade, Lacumazès parvient à prendre la fuite et à rejoindre Cirta. Cette victoire vaut à Massinissa un afflux de partisans qui lui permettent de consolider sa position. Lacumazès et Meztul rassemblent des hommes de leur clan, obtiennent l'aide de Syphax et reviennent à la charge avec 15 000 fantassins et 10 000 cavaliers. Malgré un nombre d'hommes bien moindre, Massinissa est de nouveau victorieux. Battus, abandonnés par les leurs, Lacumazès et Meztul se réfugient à Carthage, chez leurs beaux-parents.
Massinissa occupe alors Thapsus, qui devient la capitale des Massyles. Afin de renforcer son pouvoir, il mène une lutte efficace contre Carthage et prône l'union de tous les Numides. Il propose à Lacumazès et Meztul de leur rendre leur bien et la considération due à leur rang s'ils reviennent dans leur patrie. Ceux-ci, rassurés quant à la sincérité de leur cousin, quittent Carthage et le rejoignent.

Ce regroupement des forces numides inquiète les suffètes qui dépêchent alors Hasdrubal Gisco auprès de Syphax pour le persuader du danger que représente désormais un tel voisin. Syphax prétexte alors une vieille querelle concernant des territoires qu'il avait autrefois disputés à Gaïa, pour attaquer Massinissa et le contraindre à épuiser ses faibles moyens. Massinissa accepte le combat, son armée est mise en déroute et Syphax s'approprie alors une partie du Royaume massyle.

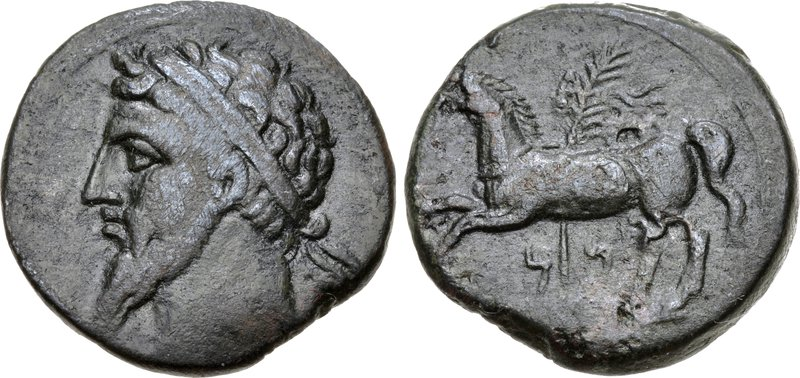
Pièce d'argent avec un portrait de Massinissa sur la face et un cheval sur le revers.

Réfugié dans les montagnes avec une poignée de fidèles, Massinissa connaît une vie de proscrit. Il n'en continue pas moins de harceler ses ennemis par des raids organisés contre les campagnes carthaginoises. Les hommes de Syphax ne réussissent pas à venir à bout de lui. L'insécurité qu'il fait peser sur les colons et sa popularité croissante en Numidie, préoccupent grandement les suffètes carthaginois. Des expéditions contre Massinissa sont organisées ; un moment, on le croit mort. Mais une fois ses plaies cicatrisées, Massinissa revient à la charge et marche à nouveau contre Syphax. Peu à peu, ses compatriotes le reconnaissent, l'assurent de leur allégeance et lui offrent les moyens dont il manque.
Son royaume récupéré, Massinissa s'en prend aux territoires voisins. Les colons carthaginois, pour se défendre, se lient avec les Massæsyles et rassemblent une grande armée contre les Massyles. Syphax est à la tête d'un vaste royaume et sa guerre victorieuse contre Massinissa lui procure un supplément de prestige. Il épouse la belle Sophonisbe et lui accorde comme dot les territoires qu'il a pris à Gaïa. Tout cela se déroule en 205 av. J.-C., moins d'un an après le retour d'Espagne de Massinissa.

### Intervention romaine en Afrique

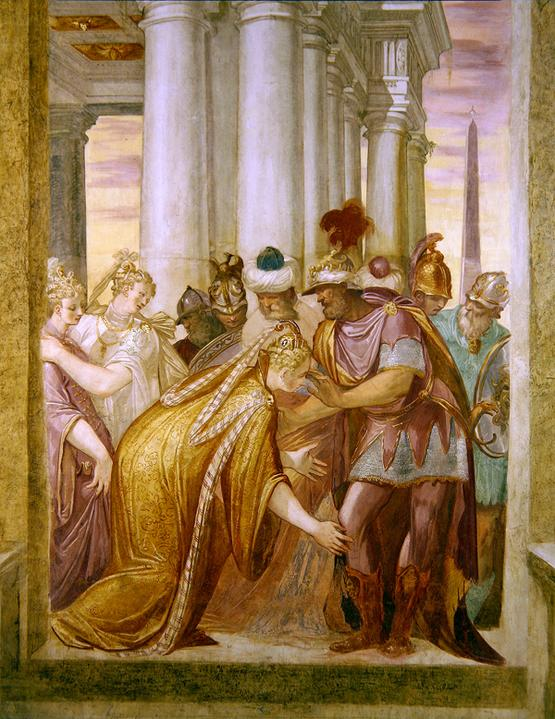
Mur central représentant Sophonisbe demandant l'aide de Massinissa.

Scipion, décidé à en finir avec Carthage, débarque en Afrique. Le rusé Romain essaye encore d'attirer Syphax qui rejette une nouvelle fois l'alliance proposée. Il se tourne alors vers Massinissa avec qui il remporte les premiers combats. Les nouveaux alliés, encouragés par leurs succès, assiègent Utique, place forte carthaginoise, mais l'intervention de Syphax les oblige à se retirer. Ils prennent leurs quartiers d'hiver et Scipion entre de nouveau en contact avec Syphax. Faute de pouvoir le détacher des Carthaginois, il lui demande d'intervenir pour mettre fin au conflit entre Rome et Carthage. Syphax propose que les Carthaginois évacuent l'Italie, où ils sont en campagne, en échange de quoi les Romains quitteraient l'Afrique. Si le général Hasdrubal, qui commande les Carthaginois, accepte l'offre, Scipion, qui veut en réalité la reddition pure et simple de la cité punique, la rejette.

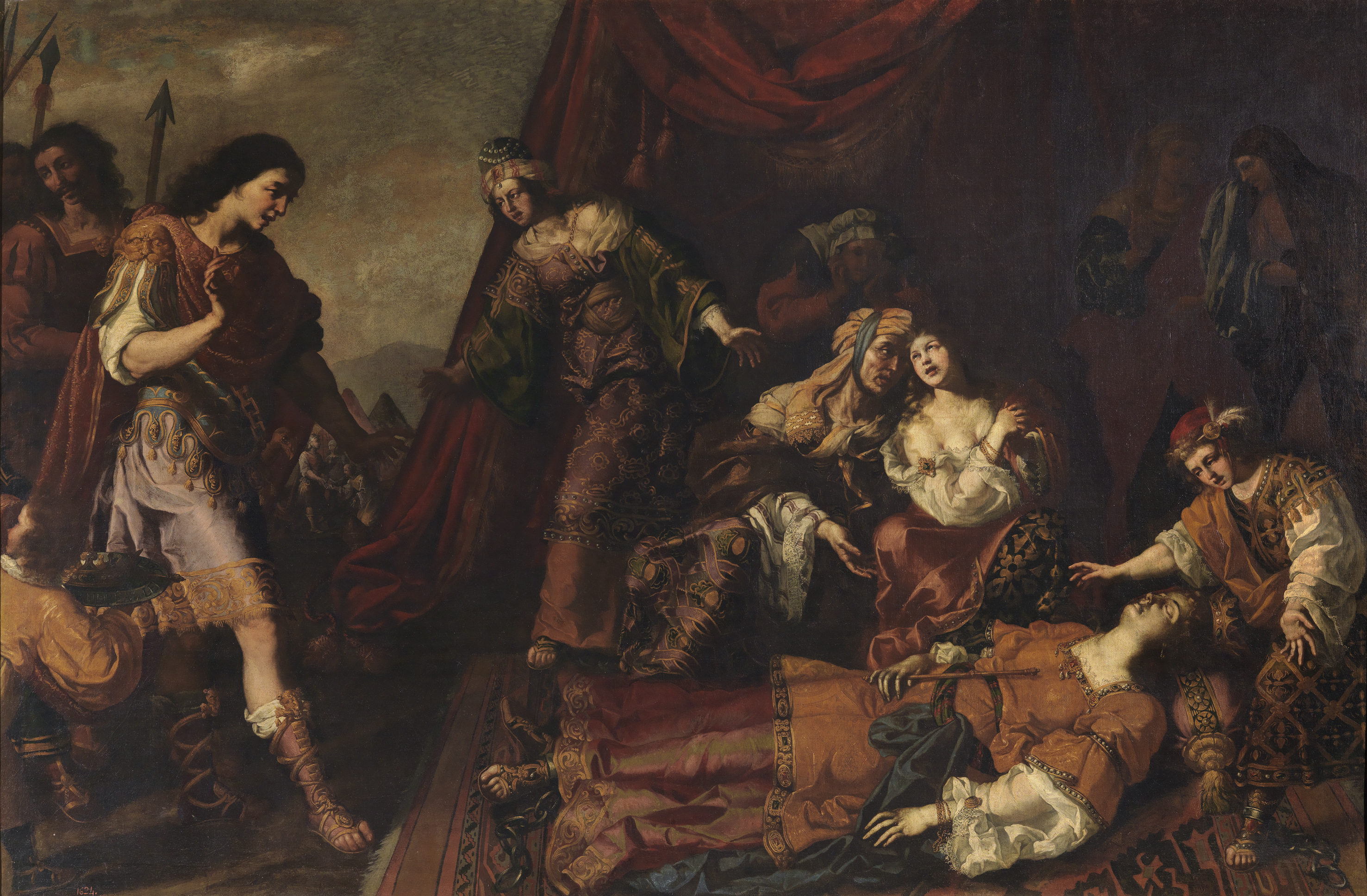
Massinissa pleure la mort de Sophonisbe.

Massinissa et Scipion l'Africain reprennent leurs attaques, obligeant cette fois-ci les troupes puniques à se replier sur Carthage. Syphax, lui, ne voulant pas perdre plus d'hommes, se retire dans son royaume. Les Carthaginois, comprenant que les Romains ne leur laisseront pas de répit, décident, après avoir adopté une attitude défensive, de passer à l'offensive. Ils lèvent une forte armée de mercenaires qui, rejointe par celle de Syphax, tente de débloquer la cité. C'est la bataille des Grandes Plaines (avril 203 av. J.-C.) qui s'achève par la victoire des forces coalisées de Massinissa et de Scipion.
Suit un répit au cours duquel chaque camp reconstitue ses troupes, puis la guerre reprend. Un combat s'engage entre Massinissa et Syphax, et ce dernier, entouré par de nombreux soldats, est sur le point de l'emporter, quand l'armée romaine intervient. Jeté à terre, Syphax est capturé. On l'enchaîne et on le conduit sous les murs de Cirta qui, voyant son roi en piteux état, décide de se rendre. Massinissa, après plusieurs années d'errance, peut ainsi reprendre le royaume de ses pères. Il se rend aussitôt au palais où il retrouve Sophonisbe, épouse de Syphax et fille d'Hasdrubal Gisco (qui, d'après Appien, lui avait été auparavant promise) et l'épouse sur le champ. Mais Scipion désapprouve ce mariage hâtif avec une femme qu'il considère comme faisant partie du tribut de guerre. La reine, préférant la mort plutôt que la captivité, se suicide par le poison. Les auteurs anciens (Tite-Live, Appien) rapportent que Massinissa lui aurait fait parvenir la coupe de poison.
Carthage, vaincue, est obligée de signer une paix qui la prive d'une grande partie de ses territoires et de sa flotte. Le retour d'Hannibal, qui a mis fin à la campagne d'Italie, suscite les espoirs de la cité. Un incident rompt bientôt la paix et la guerre reprend.

### Guerre contre Hannibal

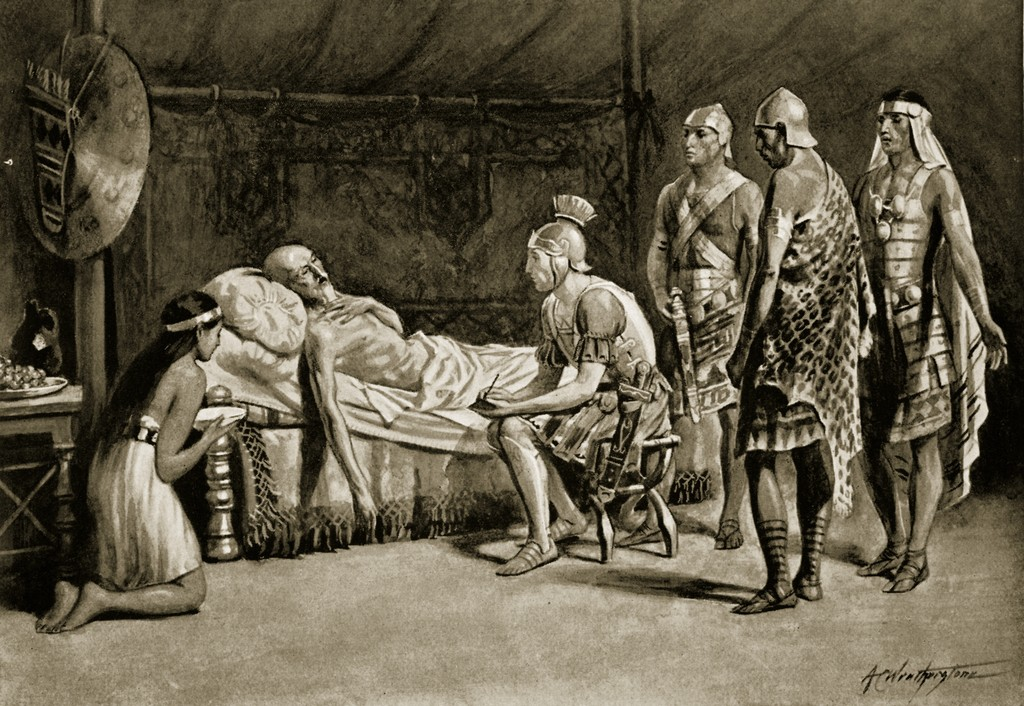
Scène imaginaire, Scipion auprès de Massinissa sur son lit de mort, lithographie de A.C. Weatherstone.

Hannibal s'allie à Vermina, le fils et successeur de Syphax et, ensemble, ils envahissent le royaume des Massyles. Massinissa et Scipion les affrontent à Zama et une grande bataille s'engage le 19 octobre 202 av. J.-C.. Le choc est rude et il y a de nombreuses pertes des deux côtés, puis la bataille tourne à l'avantage de Massinissa et de Scipion. Carthage est de nouveau contrainte à négocier. Le précédent traité est révisé et la cité punique doit restituer à Massinissa tous les territoires qui avaient été arrachés à ses ancêtres.

### Personnage et son œuvre
Appien dit de lui que :
« c'était un homme de haute taille, plein d'une grande vigueur, même dans son
extrême vieillesse, et qui jusqu'à sa mort prit part aux combats, montant à cheval sans l'aide d'un écuyer. »
— Appien, Histoire romaine
Massinissa eut plusieurs épouses et un nombre considérable d'enfants dont quarante-trois garçons ; parmi ses nombreuses filles, plusieurs furent mariées à des nobles carthaginois. La plupart des enfants de Massinissa disparurent avant lui mais il en resta, à sa mort, une dizaine (Mikusan dit Micipsa, Gulussa, Mastanabal, Masucan…). Massinissa adorait les enfants et il garda durant plusieurs années auprès de lui certains de ses petits-enfants. Bien qu'il fût un rude guerrier, il encouragea la littérature et les arts, envoya ses enfants étudier en Grèce et reçut à sa cour de nombreux écrivains et artistes étrangers. Ce fut un homme courageux et un roi généreux (pardon accordé à Lacumazès et Meztul, protection accordée à Sophonisbe).
Après la bataille de Zama, Massinissa vécut encore de nombreuses années. Il resta pendant toute sa vie l'ami de Rome sans jamais être son vassal. Son très fort lien personnel avec Scipion l'Africain Maior  († 183) traversa les générations : il s'étendit au fils de celui-ci, Scipion l'Africain Minor († 170) et au cousin ainsi que fils adoptif de ce dernier, Scipion Émilien († 129).
Le roi numide récupéra non seulement les territoires que lui accordait le traité passé avec Carthage, mais aussi de nombreuses villes et régions sous l'autorité des Carthaginois ou de Vermina, le fils de Syphax. De 174 à 172, il occupa soixante-dix villes et forts.
Si Massinissa combattit les Carthaginois, il ne dédaigna pas pour autant la civilisation carthaginoise, dont il sut tirer avantage. La langue punique fut d'usage courant dans sa capitale où l'on parlait également, en plus du berbère, les langues grecque et latine. Il savait aussi se comporter en souverain raffiné, portant de riches vêtements et une couronne sur la tête, donnant, dans son palais de Cirta, des banquets où les tables étaient chargées de vaisselle d'or et d'argent et où se produisaient des musiciens venus de Grèce.
L'œuvre sociale et politique de Massinissa fut aussi grande que son œuvre militaire. Il sédentarisa les Numides, édifia un État puissant et le dota d'institutions inspirées de celles de Rome et de Carthage. Il fit frapper une monnaie nationale et entretint une armée régulière et une flotte qu'il mit parfois au service de ses alliés romains. Ce fut un grand souverain qui s'efforça toute sa vie de faire de la Numidie un pays unifié et indépendant.

### Fin de Massinissa

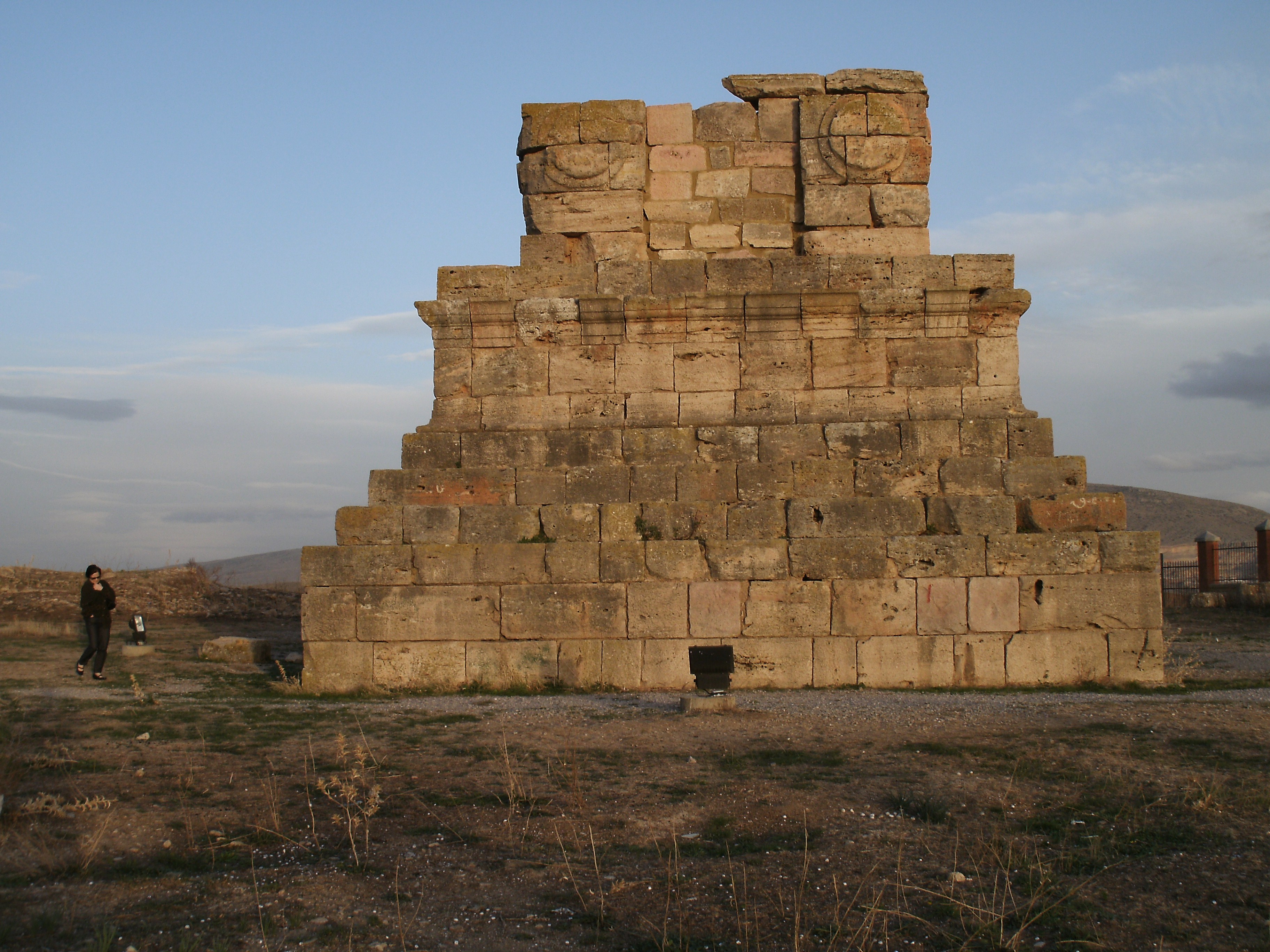
Soumaâ du Khroub, Tombeau de Massinissa, à El Khroub, près de Constantine.

Massinissa fut célèbre dans tous les pays de la Méditerranée et l'île de Délos, en Grèce, lui éleva trois statues.
Vers la fin de sa vie, il projeta de s'emparer de Carthage pour en faire sa capitale. Les Romains, qui redoutaient qu'il n'acquière une puissance encore plus grande que celle des Carthaginois et qu'il ne se retourne contre eux, étaient opposés à ce dessein.
En revendiquant la région agricole des Grandes Plaines (153 av. J.-C.), il provoque les Carthaginois qui réagissent en prenant les armes. Malgré son âge avancé (88 ans), il participe au siège d'Oroscopa (150 av. J.-C.). Ce fut de nouveau la guerre en Afrique et, après d'âpres combats, Carthage fut livrée aux flammes, puis au pillage. Les survivants furent réduits en esclavage et la ville fut entièrement rasée (146 av. J.-C.). Massinissa, mort quelque temps plus tôt, n'assista pas à la chute de la ville convoitée. Ses sujets, qui l'aimaient, lui dressèrent un mausolée, non loin de Cirta, aujourd'hui Constantine (Algérie), sa capitale, et un temple à Thougga, l'actuelle Dougga, en Tunisie.